# Prescott Spur
Der Prescott Spur ist ein felsiger und bis zu 1250 m hoher Gebirgskamm im ostantarktischen Viktorialand. In der Gonville and Caius Range ragt er mit nordsüdlicher Ausrichtung zwischen dem Robson- und dem Pyne-Gletscher auf.
Das Advisory Committee on Antarctic Names benannte ihn 2007 nach Richard John Prescott (* 1935) vom Bautrupp Seabees der United States Navy, der am Bau der McMurdo-Station, der Tankstation auf dem Beardmore-Gletscher und der ersten Amundsen-Scott-Südpolstation beteiligt war und sich zudem auf den beiden genannten Forschungsstationen um die Schlittenhunde gekümmert hatte.